# Yves-Marie Pasquet
Pour les articles homonymes, voir Pasquet (homonymie).
Yves-Marie Pasquet, né le 14 juillet 1947 à Orléans, est un compositeur, ancien professeur à l'université Paris-Sorbonne et dans les conservatoires.

## Biographie
Yves-Marie Pasquet composa très jeune. En avril 1968 à Orléans, un premier concert fut consacré à ses œuvres (dont Offrande pour orchestre à vent et Tombeau, une musique électronique). Il obtient en 1968 le Schnitgerpreijs de Zwolle (Pays-Bas) pour Conversation intérieure pour orgue. En 1971, une bourse Albert Roussel lui fut accordée pour pouvoir suivre, sur les conseils de Claude Ballif, les cours de Max Deutsch et Henri Dutilleux à l'École normale de musique de Paris. Il lui fut décerné, en 1972, le 1er Prix de composition à l'unanimité et félicitations du jury. Lauréat de la Fondation de la Vocation en 1972, il fut encouragé et félicité par Georges Auric. La même année, il entre ensuite au Conservatoire national supérieur de musique et de danse de Paris dans la classe d'Olivier Messiaen, Claude Ballif et Michel Philippot. Il reçoit le Prix de composition en 1975. Igor Markévitch lui remettra l'année suivante le prix Lili Boulanger.
Yves-Marie Pasquet s’est toujours passionné pour la recherche de nouveaux moyens d'expression. Après avoir suivi avec Gérard Grisey, les cours d'acoustique musicale d'Emile Leipp (1974-1975) à l'Université de Jussieu, il obtient le Diplôme d’acoustique. Il participera au premier stage d'informatique pour compositeurs de l'IRCAM en 1979. Il y effectuera ensuite différentes recherches dans des directions qui s'avéreront fécondes, notamment l'analyse perceptuelle à l'aide de l'ordinateur du Marteau sans maître de Pierre Boulez, la synthèse de la voix chantée avec ses applications musicales, l'étude des hybridations d'objets sonores et la génération de nouvelles échelles spatiales non-octaviantes. Tous ces travaux de recherche ont été menés pour la composition d'Atemkristall créé en 1981 par l'Ensemble intercontemporain. Il bénéficia d’une bourse annuelle de création de la Direction de la musique en 1985.
La Messe de Saint Bruno pour chœur à six voix (2003) et la Messe de la Chartreuse pour chœur à quatre voix (2004) ouvrent une nouvelle période créatrice. Le Magnificat (2007), Vox Clamantis in deserto... pour trombone (2008), le Petit Livre d'Heures pour harpe (2009) et Alleluia pour orchestre (2010-2011) reflètent de façon affirmée l'attachement du compositeur à la dimension spirituelle de l'art.
Il fut l'organiste titulaire du Couvent des Carmes de Montpellier de 1994 à 2020.
Son activité pédagogique (analyse et esthétique musicales, histoire de la musique principalement du XXe siècle) l'a conduit à enseigner à l'université Paris IV (de 1975 à 1981), à l'université de Poitiers, l'université de Limoges, à l'université de Montpellier, à l'École polytechnique (de 1979 à 1981), ainsi que dans plusieurs conservatoires.
Membre fondateur de la Revue d'analyse musicale, il est également l'auteur de plusieurs articles dans la revue Bicéphale (1981), Revue internationale de musicologie (1981), Spirales (1982), Revue d'analyse musicale (à propos de Haydn, Webern, Ballif, et Debussy.), Revue du Cirem (analyse de la musique de chambre de Claude Ballif).

## Discographie
- Paire Nostre (extrait de la Messa de la B.V. Maria), Pater Noster (extrait de la Missa) interprétés par l'Ensemble vocal Héliade dirigé par Élène Golgevit, juillet 2007.
- Messe de la Chartreuse, interprétée par le chœur Phonem dirigé par Patrick Pouget ; Chant de solitude pour flûte interprété par Marie-Laure Caruana de Reymonth, mai 2008, distribué par l'Association Agde-Musica.

## Principales œuvres
- 1964 : A travers les fleurs du cerisier sauvage, pour piano
- 1964 : En lisant Charles Baudelaire, pour piano
- 1966 : Conversation intérieure, pour orgue, SchnitgerPreijs de Zwolle (1968), Éd. La Sinfonie d’Orphée
- 1967-1968 : Bouquet de printemps, mélodies pour soprano dramatique et piano, poèmes de P. Éluard et F. Garcia Lorca
- 1970 : Tropes, pour piano, Éd. Transatlantiques
- 1971 : Soliloque, version pour violoncelle seul (rév. 2009)
- 1971 : Chant d'amour, pour soprano et 7 instruments, poème d'André Breton
- 1970-1972 : Épures-Mobiles, pour triple-trio
- 1971-1972 : Inventions, en hommage à Max Deutsch, pour divers instruments
- 1972 : Memento pour violoncelle seul (rév. 2009)
- 1973 : Soliloque, version pour violoncelle et 6 instruments
- 1974 : Ecarts, pour orchestre
- 1975 : Traces, pour 7 instruments, Éd. Transatlantiques
- 1975 : Harmonie, pour quintette de cuivres, Éd. Notissimo
- 1975 : Sonnet, pour chœur à 7 voix, poème de Louise Labé
- 1976 : Stèle à la mort, pour orchestre, Éd. Transatlantiques
- 1977 : Suaire de sons, pour soprano et orchestre, poème de Pierre Jean Jouve, Éd. Transatlantiques
- 1977 : Les Ondes, les ondes emplissent le cœur du désert, pour orchestre, commande de l'EIC, Éd. Transatlantiques
- 1977 : Les oiseaux du regard, pour guitare, Éd. Transatlantiques
- 1977 : Lames, pour un flûtiste et trois flûtes, Éd. Transatlantiques
- 1979 : Don Juan mis en pièces, opéra instrumental pour 11 instruments
- 1981 : Cristal du souffle (Atemkristall), pour soprano, orchestre et deux bandes magnétiques réalisées à l'aide de l'ordinateur, poèmes de Paul Celan, commande de Mme Georges Pompidou pour l'Ircam, Éd. Transatlantiques
- 1981 : Lisières, pour flûte, alto et harpe
- 1981 : Franges, pour trio à cordes
- 1981 : Encres, pour violon, clarinette basse, vibra et marimba
- 1981 : Clément Marot et les chiffonniers, commande de l'Opéra de Paris, opéra de poche pour trois chanteurs et six musiciens, texte de Claude Minière
- 1982 : Mirabilia, pour orchestre de chambre
- 1982 : Flashes of Flesh, pour quatuor de clarinettes
- 1983 : Rushes, pour piano et six instruments (rév. 1993)
- 1983 : Narcissechos, pour orchestre, commande de Radio-France
- 1983 : Romanz, pour clarinette seule, Éd. Notissimo
- 1984 : A flower given to my daughter, pour baryton, mezzo, contralto, chœur d'enfants et orchestre, poème de James Joyce
- 1985 : Lignes d'Erre, pour sextuor à cordes amplifiées et ensemble instrumental
- 1986 : Féerie, pour piano
- 1986 : Chant de solitude, pour flûte
- 1987 : Chimères, pour 12 instruments
- 1988 : Poème perdu, pour clarinette, alto et piano, Éd. Transatlantiques
- 1988 : Trois petites élégies, pour violon seul, Éd. Billaudot
- 1988 : Dans tous ses états, pour clarinette basse, basson, cor, trombone et violoncelle soliste
- 1989 : Le rêve du papillon, pour grand orchestre
- 1992 : Deux leçons de ténèbres, pour chœur et grand orchestre, poèmes de Georg Trakl et de Giacomo Leopardi
- 2003 : Messe de Saint Bruno, pour chœur à cappella à six voix
- 2004 : Messe de la Chartreuse, pour chœur a cappella à quatre voix
- 2004-2006 : Messa de la B.V. Maria, pour chœur de femmes, chœur mixte et ensemble instrumental
- 2006 : Magnificat (en français), pour soprano, guitare et célesta
- 2006-2007 : Messe de Notre Dame des Neiges, pour voix et orgue
- 2007 : Magnificat (en latin), pour chœur de femmes, harpe, vibraphone et cloches-tubes
- 2007-2008 : Le Combat avec l'Ange, pour percussionniste soliste
- 2008 : Vox clamantis in deserto..., Lecture méditée sur les six paroles de St Jean Baptiste, pour trombone complet
- 2009 : Un je-ne-sais-quoi, pour flûte, clarinette et piano
- 2009 : Dans le silence de la nuit, pour flûte, violon, clarinette et violoncelle
- 2009 : Petit livre d'heures, pour harpe, Éd. Billaudot
- 2010-2011 : Alleluia, Concert pour 23 instruments
- 2011 : Larme, pour 9 voix de femmes, sur un poème de Salah Stétié, créée par l'ensemble Héliade
- 2012 : Du Ciel et de la Terre, mélodies pour baryton et piano, sur des poèmes de Jean Rossier (Dom Jean de la Croix, O. Cart.)
- 2013 : Music, mélodies pour soprano et piano, sur des poèmes de Percy Bysshe Shelley
- 2013 : Chants de paix et de joie, rév. 2014, pour grande flûte
- 2014 : Trois prières de ce jour d'hui, 1. Action de grâce, 2. Supplication, 3. Hymne à Saint Nicolas de Flue, mélodies pour ténor et piano, sur des poèmes de Jean Rossier (Dom Jean de la Croix, O. Cart.)
- 2014 : Préambule pour une musique traditionnelle chinoise, pour orchestre de guitares
- 2014 : Missa pro pace (2006, version définitive 2014), pour chœur d'enfants et de femmes et ensemble instrumental
- 2014 : Hommage à Giovanni Salvatore, trois transcriptions pour quatuor de cuivres
- 2015 : De Profundis, pour 7 trombones, (2 basses, 4 ténors et 1 alto), 2 timbaliers et orgue
- 2015 : El Pastorcico, poème de St Jean de la Croix, pour voix d’alto,  choeur de femmes à 3 voix, 4 altos, cor, cor anglais et guitare
- 2015 : A terrible beauty is born, pour flûte irlandaise
- 2015 : Laudate Dominum, pour chœur à 4 voix mixtes, chœur d’enfants, petit orchestre, harpe et percussions
- 2016 : La Noche oscura, poème de St Jean de la Croix, pour voix d'alto et guitare
- 2016 : Amor Jesu dulcissime, pour choeur de femmes à 3 voix, 4 altos et guitare
- 2016 : Berceuses pour l'Enfant Jésus de la Chartreuse, pour flûte irlandaise
- 2017 : Au souffle de l'Esprit en Chartreuse, pour flûte irlandaise
- 2017 : Rosace pour Notre-Dame de Casalibus, pour guitare
- 2019 : Compassion de la B.V. Marie, pour flûte irlandaise
- 2021 : Resurrexi, pour grande flûte

## Articles
- "Analyse perceptuelle à l'aide de l'ordinateur du Marteau sans maître", IRCAM, 1979.
- "Analyse du Marteau sans maître de Pierre Boulez", CNTE de Vanves, 1980.
- "Mouvements multiples", Revue Internationale de Musique Française (RIMF), n° 5 (Dossier : L'impressionnisme musical), 1981.
- "Cogito / Vibrato", revue Bicéphale n° 4, 1981.
- "Face à ce qui se dérobe", revue Spirales, 1982.
- "Dans les Hauts pâturages weberniens", Revue d'Analyse musicale, 1991.
- "La forme. Analyse de la musique de chambre de Claude Ballif", Cahiers du CIREM, n° 20-21, 1991.
- "Le Beau Dieu", revue Vives Flammes, n° 231.
- "Le Credo de la Messe en si de Bach", revue Vives Flammes, n° 238.
- "Sotto Voce", revue Vives Flammes, n° 241, 2000.
- "Les sept Paroles de notre Rédempteur sur la Croix de Joseph Haydn. Analyse. Méditation", Revue d'Analyse musicale, sortie en septembre 2007.
- "Témoignage sur Claude Ballif", revue Orgues Nouvelles n°26 - 2014 (dossier consacré à Claude Ballif à l'occasion du dixième anniversaire de sa mort).
- Disques-Livres Hachette (Brahms, Monteverdi, Mozart, Ravel, Stravinsky)

## Articles sur les œuvres d'Yves-Marie Pasquet
- Jane Manning, "Yves-Marie Pasquet (b. 1947) Music (2013): Text by Percy Bysshe Shelley"[4] dans  Vocal Repertoire for the Twenty-First Century, Volume 2, Oxford University Press, 2020, p. 176-179